# Noces aldobrandines
Les Noces aldobrandines sont une célèbre peinture murale de l'époque du règne d'Auguste découverte en 1601 sous le pontificat de Clément VIII et qui représente une scène nuptiale.

## Historique
La peinture fut trouvée à Rome en 1601 à la suite de travaux exécutés sur l'Esquilin, près de l'actuelle place Victor Emmanuel II. Achetée par le cardinal Cinzio Passeri Aldobrandini, elle ornera la villa Aldobrandini, l'une des plus célèbres villas des environs de Rome. Elle sera ensuite achetée par le pape Pie VII qui la fera déposer dans la Bibliothèque vaticane où elle se trouve actuellement.

## Description
L'historien Paul Veyne propose d'analyser la peinture en six parties. En partant de la gauche, cela donne ceci : A. préparation du bain nuptial B. préparation d'un parfum C. la persuasion de la mariée D. Bacchus en jeune marié E. sacrifice (?) F. musicienne et cantatrice.
Sur certains points, spécialement en E., la peinture reste difficile à décrire. On pourrait décrire les deux parties centrales de manière suivante, en s'inspirant du travail de Paul Veyne: Dans la partie C, il y a deux femmes assises sur un somptueux lit bleu. Celle de droite est entièrement voilée de blanc. Elle regarde vers le sol d'un air triste ou inquiet. Elle serait donc la mariée. À sa droite, une femme à demi dénudée avec une couronne et un voile sur la tête. On peut penser à cause de sa nudité et de son voile que c'est une déesse, sans doute Vénus, déesse de l'amour. Elle réconforte la mariée et lui explique ce qui l'attend. L'apparence inquiète de la mariée est donc due à la perspective de son mariage ou par un mariage arrangé qu'elle redoute. Dans la partie D, on voit un jeune homme grandement dénudé et bronzé. Il a la tête ceinte d'une couronne végétale (vigne ?). Ce serait donc Bacchus, dieu du vin et de la fête représenté en fiancé.
L'interprétation générale de l'œuvre fait toujours débat. L'opinion la plus courante, défendue notamment par B. Andreae (1961), veut que la peinture représente une noce romaine. Paul Veyne s'oppose à cette interprétation, en voyant sur cette peinture une noce grecque. Il fait notamment valoir que les costumes des personnages sont grecs, mais aussi que les éléments du rituel sont également helléniques. Il considère en outre que cette peinture nuptiale a tant d'analogies avec celle de la Villa des Mystères de Pompéi qu'elle en constitue le "parallèle" rêvé.